# Авгуштине
Авгуштине (словен. Avguštine) — поселення в общині Костанєвиця-на-Кркі, Споднєпосавський регіон, Словенія. Висота над рівнем моря: 300,2 м.